# Uuraanselkä
Uuraanselkä är den västra delen av sjön Uurasjärvi i Finland. Den ligger i Virdois i landskapet Birkaland, i den sydvästra delen av landet, 230 km norr om huvudstaden Helsingfors. Arean är 3,7 kvadratkilometer. I omgivningarna runt Uuraanselkä växer i huvudsak blandskog. Den sträcker sig 5,1 kilometer i nord-sydlig riktning, och 3,2 kilometer i öst-västlig riktning.
I övrigt finns följande i Uuraanselkä:
- Mäntysaaret (en ö)
- Hulponsaari (en ö)
- Jyväsaari (en ö)
- Viitasaari (en ö)
- Kaitasaari (en ö)